# Jerzy Stefan Kowalczyk
Jerzy Stefan Kowalczyk (ur. 20 października 1923 w Siedlcach, zm. 15 października 2006 w Gdańsku) – polski profesor nauk chemicznych (spec. analiza chromatograficzna), związany z Politechniką Gdańską, twórca szkoły naukowej HPLC (ang. High-Performance Liquid Chromatography).

## Życiorys

### Dzieciństwo i młodość
Dzieciństwo i młodość spędził w Siedlcach (miejscu urodzenia) i w Dęblinie, gdzie jego ojciec pracował jako mechanik lotniczy. We wrześniu 1939 roku i w okresie okupacji niemieckiej rodzina mieszkała w Siedlcach. Jerzy Kowalczyk uczył się na tajnych kompletach. Szybko zaangażował się w młodzieżową działalność konspiracyjną. Należał do Komendy Obrońców Polski, a od lutego 1942 – wraz z ojcem i bratem – do Armii Krajowej, do której przyłączył się KOP. Uczestniczył w akcjach przechwycenia w Sarnakach niemieckiej rakiety V2.
Studia rozpoczynał na początku roku 1945 w Lublinie, gdzie wznawiała działalność Politechnice Warszawskiej. W roku 1946 zamieszkał w Gdańsku i został studentem prof. Tadeusza Pompowskiego na Wydziale Chemicznym Politechniki Gdańskiej. Wkrótce – przed ukończeniem studiów – został też asystentem profesora. Studia kończył w roku 1949, jako jeden z pierwszych powojennych absolwentów Politechniki Gdańskiej.

### Przebieg pracy zawodowej
W latach 1949–1950 pracował jako chemik-analityk w warszawskim Głównym Instytucie Lotnictwa. Po powrocie do Gdańska został zatrudniony w Centralnym Laboratorium Akademii Medycznej, w którym w latach 1950–1958 zajmował się elektroforezą i jonoforezą białek oraz analitycznymi zastosowaniami tych zjawisk.
Od roku 1958 przez niemal 50 lat pracował na Wydziale Chemicznym Politechniki Gdańskiej. Otrzymał w roku:
- 1962 – stopień doktora nauk technicznych,
- 1966 – habilitację za badania dotyczące elektromagnetoforezy[2],
- 1967 – stanowisko docenta i kierownika Zakładu Analizy Technicznej,
- 1968 – stanowisko kierownika Zespołu Naukowo−Badawczego Chromatografii Cieczowej (LC) w Zakładzie Chemii Analitycznej, kierowanym przez prof. Edmund Kozłowski[3],
- 1977 – tytuł profesora w dziedzinie nauk chemicznych.

Utworzenie Zespołu Naukowo−Badawczego LC było konsekwencją trwałego zainteresowania Jerzego Kowalczyka technikami chromatografii, a zwłaszcza chromatografią cieczową. Wkrótce prof. J. Kowalczyka uznano za autorytet w dziedzinie analiz chromatograficznych metodą HPLC (ang. High-Performance Liquid Chromatography). Stosowane współcześnie chromatografy tego typu nie były wówczas znane. Prof. Kowalczyk skonstruował prototyp analitycznego aparatu HPLC, pierwszego w Europie, a prawdopodobnie również na świecie. Wraz z Zespołem doprowadził do wdrożenia tych aparatów do produkcji (1975–1989). Polska stała się pierwszym w RWPG producentem chromatografów HPLC (produkcja trwała kilka lat).
Słusznie przewidując, że zainteresowanie zastosowaniami analitycznej i preparatywnej HPLC szybko wzrośnie, Jerzy Kowalczyk zatroszczył się o szkolenie specjalistów. Był współautorem i redaktorem pierwszej polskojęzycznej monografii na temat chromatografii cieczowej. Opracował szczegółowe programy dla studiów magisterskich, studium podyplomowego Metody instrumentalne w analizie śladów i ochronie środowiska oraz kursów o zasięgu ogólnopolskim. Pierwsze kursy odbyły się już wówczas, gdy dostępny był jedynie prototyp gdańskiego HPLC; w następnych latach były kontynuowane – odbyły się 30-krotnie do roku śmierci ich inicjatora.
Odszedł na emeryturę w roku 1994, ale nie przerwał pracy naukowej i dydaktycznej. Jeszcze w pierwszych latach XXI wieku pełnił funkcję recenzenta prac naukowych, np. rozpraw habilitacyjnych:
- I. Malinowska, Wpływ pola elektrostatycznego na niektóre retencyjne i fizykochemiczne parametry w układach chromatografii planarnej (listopad 2001),
- W. Piątkowski, Eksperymentalne i teoretyczne aspekty chromatografii preparatywnej jako operacji rozdziału mieszanin w technologii przemysłowej (luty 2007).

Jerzy Kowalczyk był członkiem:
- Komisji Analizy Chromatograficznej w Komitecie Chemii Analitycznej PAN,
- Komitetu Inżynierii Chemicznej PAN.

## Odznaczenia i wyróżnienia
Jerzy Kowalczyk otrzymał:
- Krzyż Oficerski Orderu Odrodzenia Polski,
- Krzyż Kawalerski Orderu Odrodzenia Polski,
- Złoty Krzyż Zasługi,
- Krzyż Armii Krajowej,
- Medal Wojska.

Za wybitne osiągnięcia naukowe w dziedzinie chromatografii został uhonorowany w roku 2005 przez Komitet Chemii Analitycznej PAN Medalem im. Prof. Andrzeja Waksmundzkiego.